# Specie di Buddleja
Elenco delle specie di Buddleja:

## A
- Buddleja acuminata Poir., 1811
- Buddleja × alata Rehder & E.H.Wilson, 1913
- Buddleja albiflora Hemsl., 1889
- Buddleja alternifolia Maxim., 1880
- Buddleja americana L., 1753
- Buddleja anchoensis Kuntze, 1898

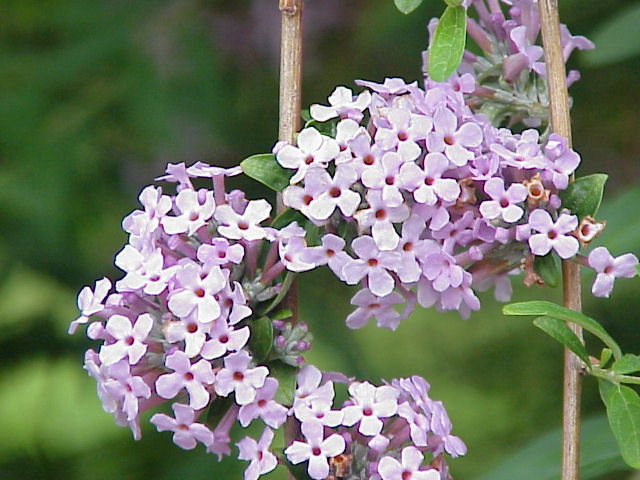
Buddleja alternifolia

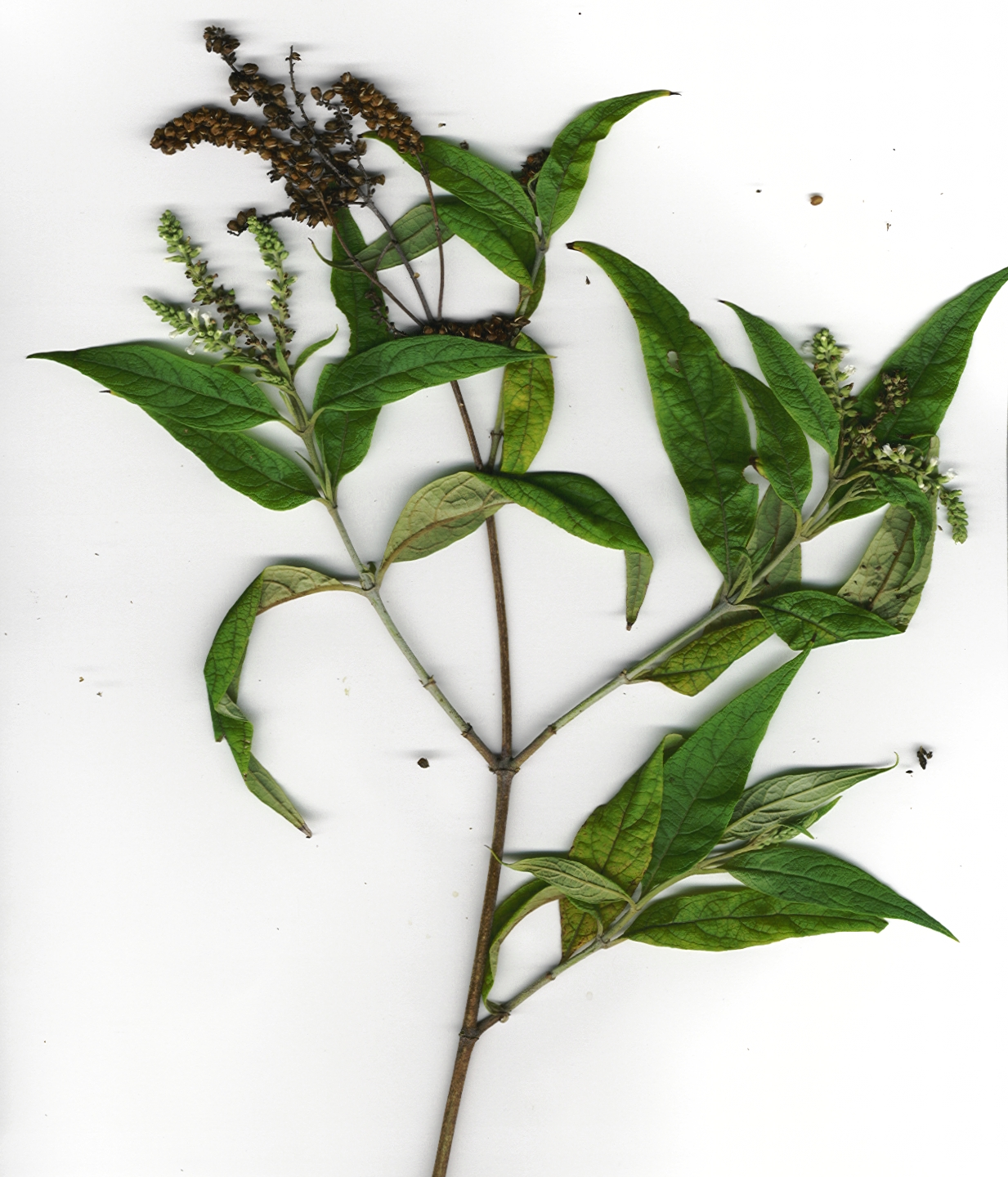
Buddleja asiatica

- Buddleja angusticarpa (E.M.Norman & L.B.Sm.) G.P.Coelho & Miotto
- Buddleja araucana Phil., 1873
- Buddleja aromatica Remy, 1847
- Buddleja asiatica Lour., 1790
- Buddleja auriculata Benth., 1836
- Buddleja axillaris Willd. ex Roem. & Schult., 1818

## B
- Buddleja bhutanica T.Yamaz., 1971
- Buddleja blattaria J.F.Macbr., 1934
- Buddleja bordignonii G.P.Coelho & Miotto
- Buddleja brachiata Cham. & Schltdl., 1827
- Buddleja brachystachya Diels, 1912
- Buddleja bullata Kunth, 1818

## C
- Buddleja candida Dunn, 1920

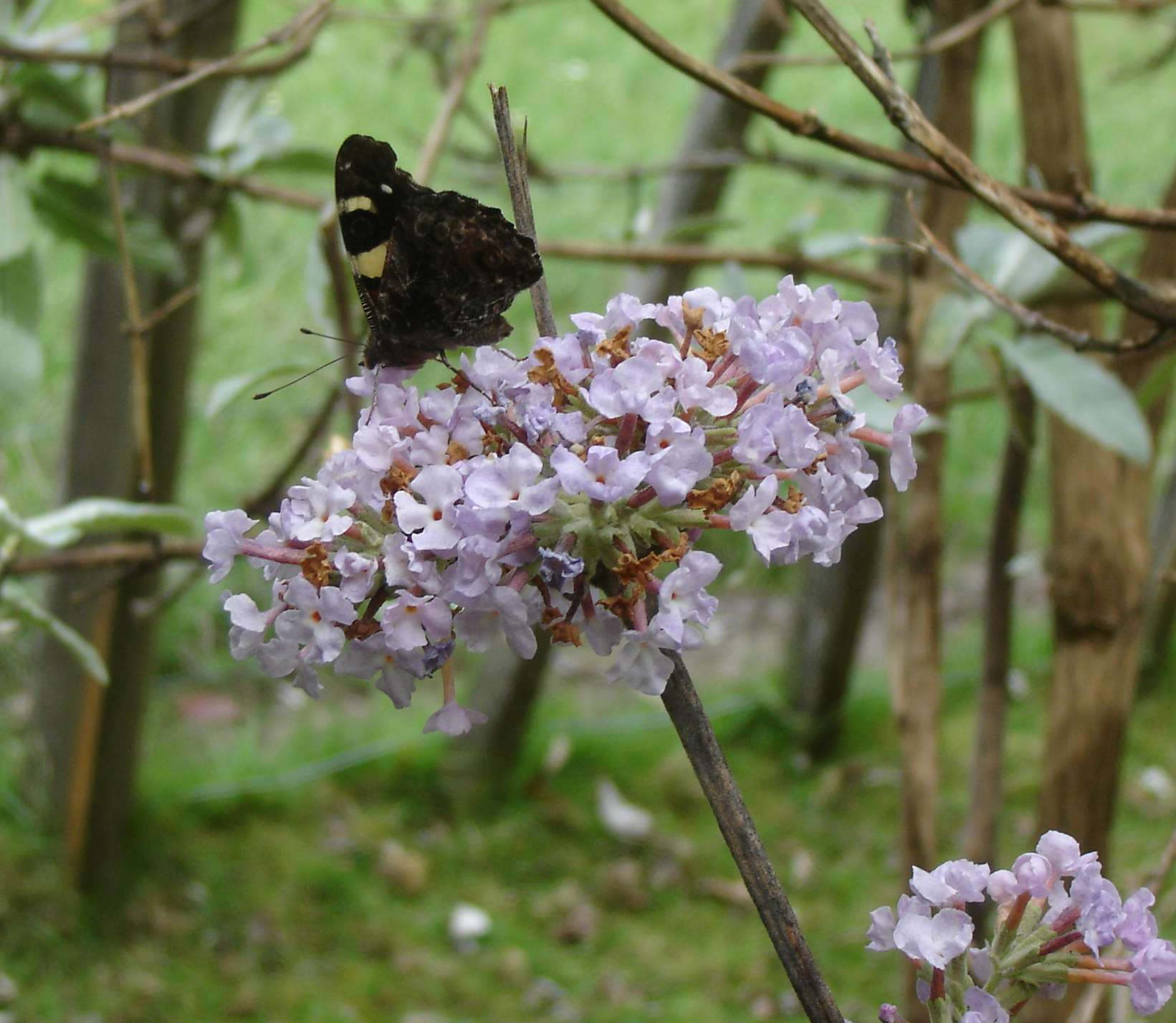
Buddleja crispa

- Buddleja cardenasii Standl. ex E.M.Norman, 2000
- Buddleja caryopteridifolia W.W.Sm., 1914
- Buddleja cestriflora Cham., 1833
- Buddleja chapalana B.L.Rob., 1891
- Buddleja chenopodiifolia Kraenzl., 1913
- Buddleja colvilei Hook.f., 1855
- Buddleja cordata Kunth, 1818
- Buddleja cordobensis Griseb., 1874
- Buddleja coriacea Remy, 1847
- Buddleja corrugata M.E.Jones, 1933
- Buddleja crispa Benth., 1835
- Buddleja crotonoides A.Gray, 1861
- Buddleja cuneata Cham., 1833
- Buddleja curviflora Hook. & Arn., 1838
- Buddleja cuspidata Baker, 1895

## D
- Buddleja davidii Franch., 1887
- Buddleja delavayi L.F.Gagnep.
- Buddleja diffusa Ruiz & Pav., 1798
- Buddleja domingensis Urb., 1908

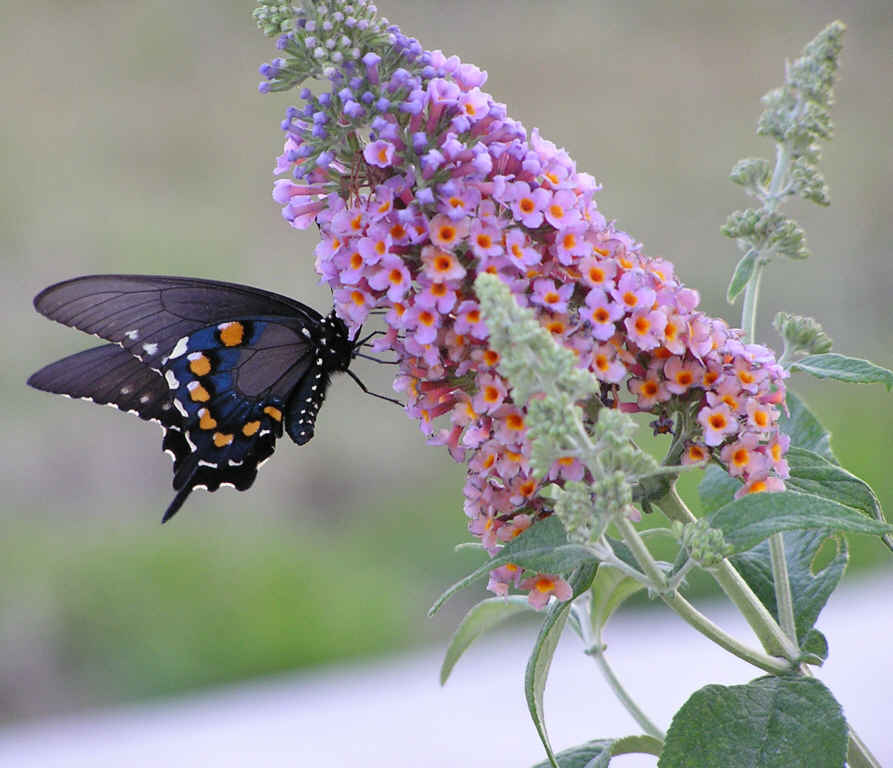
Buddleja davidii

- Buddleja dysophylla (Benth.) Radlk., 1883

## E
- Buddleja elegans Cham. & Schltdl., 1827
- Buddleja euryphylla Standl. & Steyerm., 1947

## F
- Buddleja fallowiana Balf.f. & W.W.Sm., 1917
- Buddleja filibracteolata J.A.González & J.F.Morales, 2007
- Buddleja forrestii Diels, 1912
- Buddleja fragifera Leeuwenb., 1975
- Buddleja fusca Baker, 1884

## G
- Buddleja globosa Hope, 1782

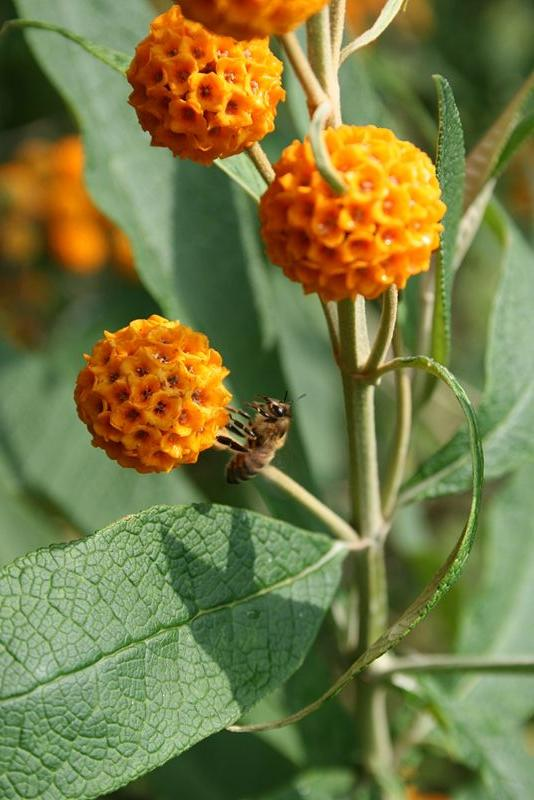
Buddleja globosa

- Buddleja glomerata H.L.Wendl., 1825
- Buddleja grandiflora Cham. & Schltdl., 1827
- Buddleja × griffithii (C.B.Clarke) C.Marquand, 1930

## H
- Buddleja hatschbachii E.M.Norman & L.B.Sm., 1976
- Buddleja hieronymi R.E.Fr., 1904
- Buddleja hypsophila I.M.Johnst., 1938

## I

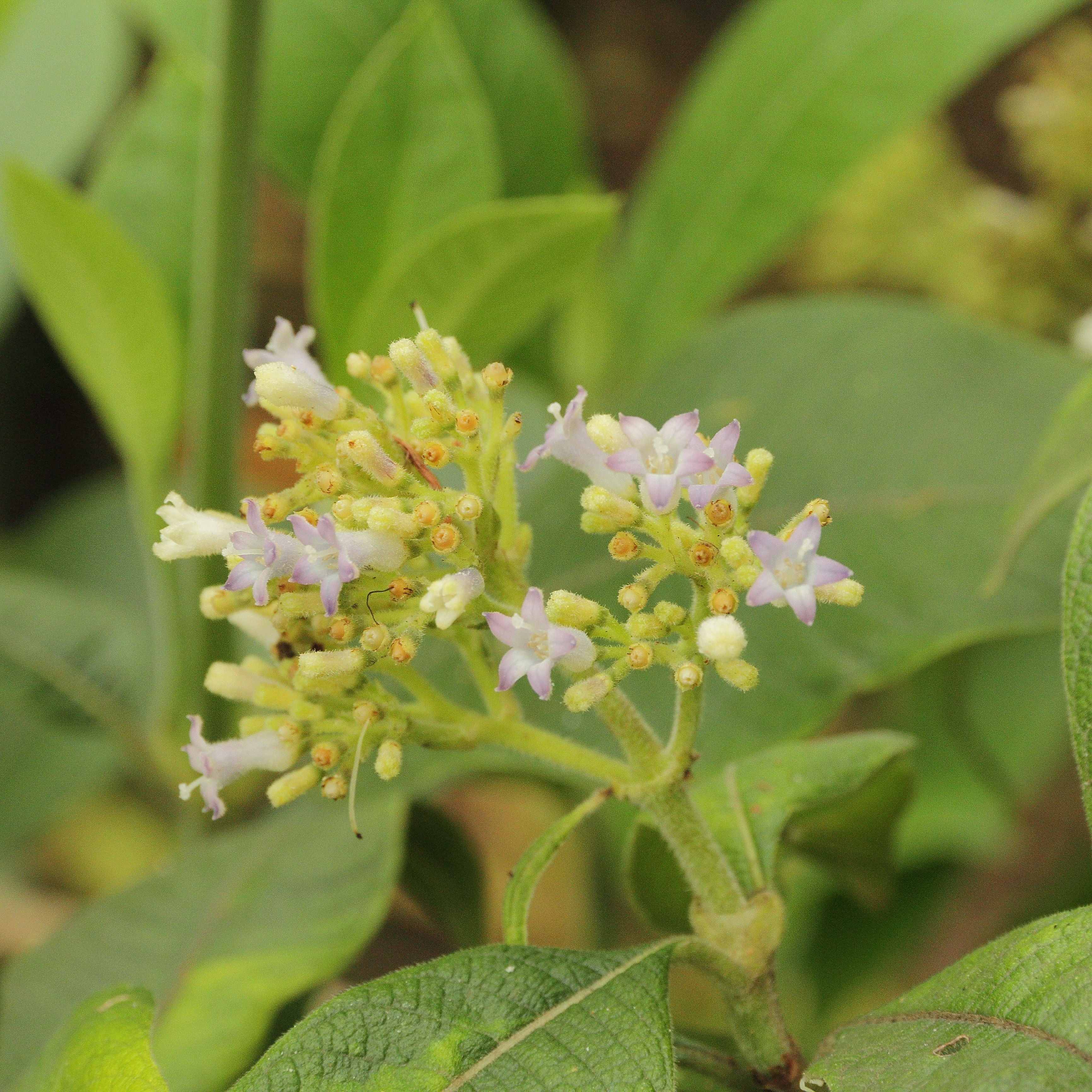
Buddleja incana

- Buddleja ibarrensis E.M.Norman, 1982
- Buddleja incana Ruiz & Pav., 1798
- Buddleja indica Lam., 1785
- Buddleja interrupta Kunth, 1818
- Buddleja iresinoides (Griseb.) Hosseus, 1926

## J
- Buddleja jamesonii Benth., 1846
- Buddleja japonica Hemsl., 1889
- Buddleja jinsixiaensis R.B.Zhu

## K
- Buddleja kleinii E.M.Norman & L.B.Sm., 1976

## L

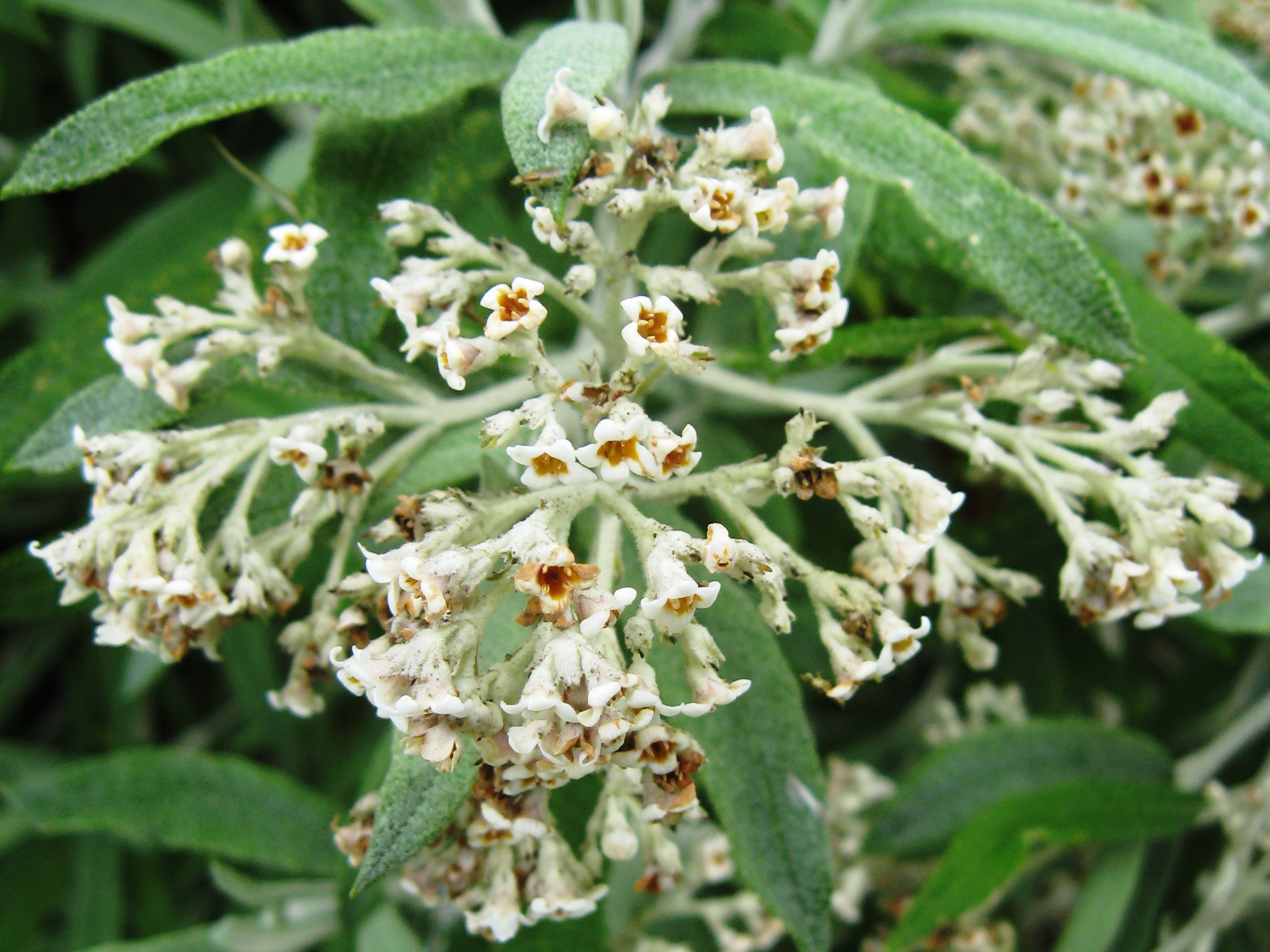
Buddleja loricata

- Buddleja lanata Benth., 1846
- Buddleja lindleyana Fortune, 1844
- Buddleja lojensis E.M.Norman, 1982
- Buddleja longiflora Brade, 1957
- Buddleja longifolia Kunth, 1820
- Buddleja loricata Leeuwenb., 1975

## M
- Buddleja macrostachya Benth., 1835

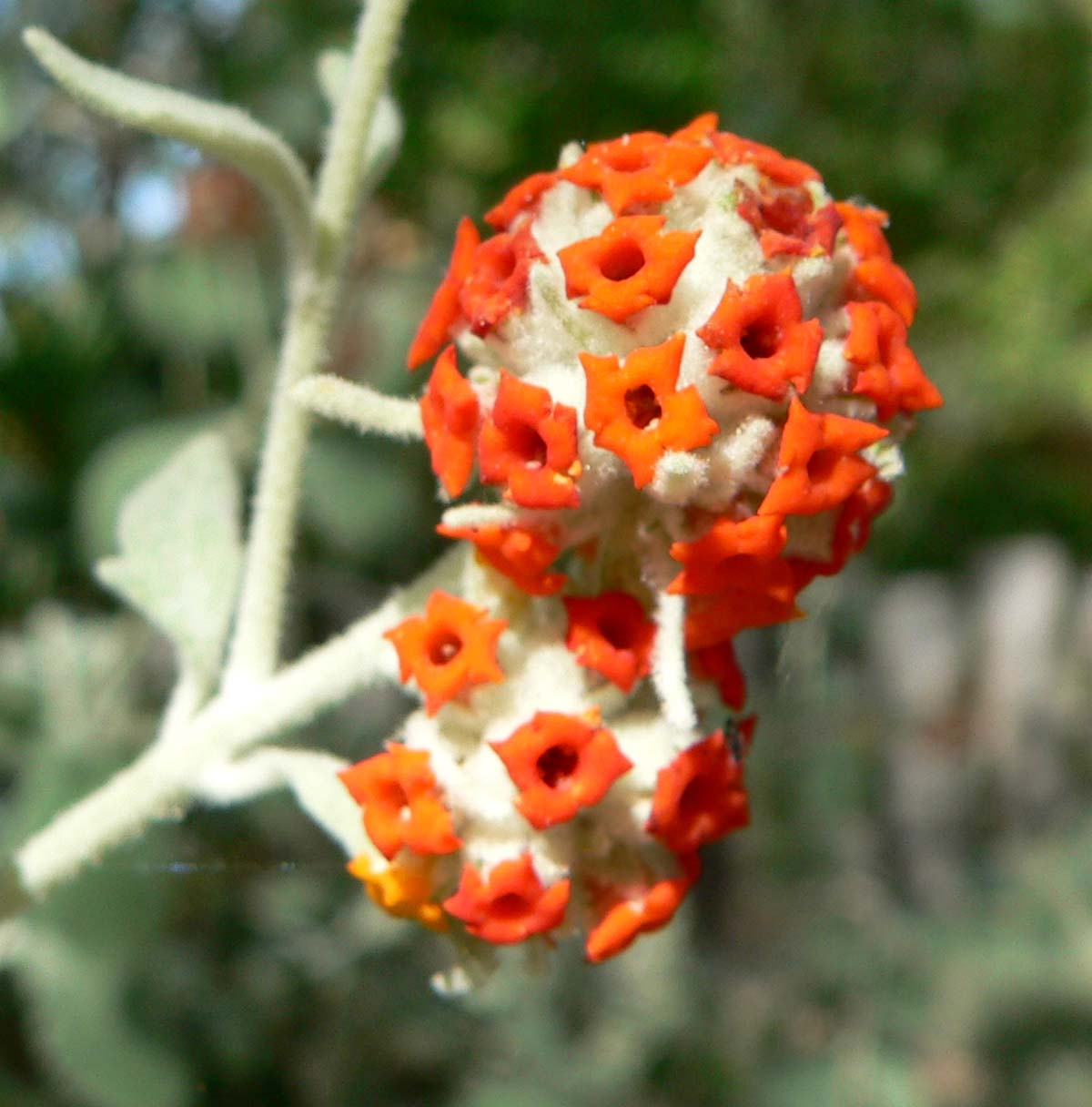
Buddleja marrubifolia

- Buddleja madagascariensis Lam., 1785
- Buddleja marrubiifolia Benth., 1846
- Buddleja megalocephala Donn.Sm., 1897
- Buddleja mendozensis Gillet ex Benth., 1846
- Buddleja microstachya E.D.Liu & H.Peng, 2006
- Buddleja misionum Kraenzl., 1916
- Buddleja montana Britton, 1897
- Buddleja multiceps Kraenzl., 1913
- Buddleja myriantha Diels, 1912

## N

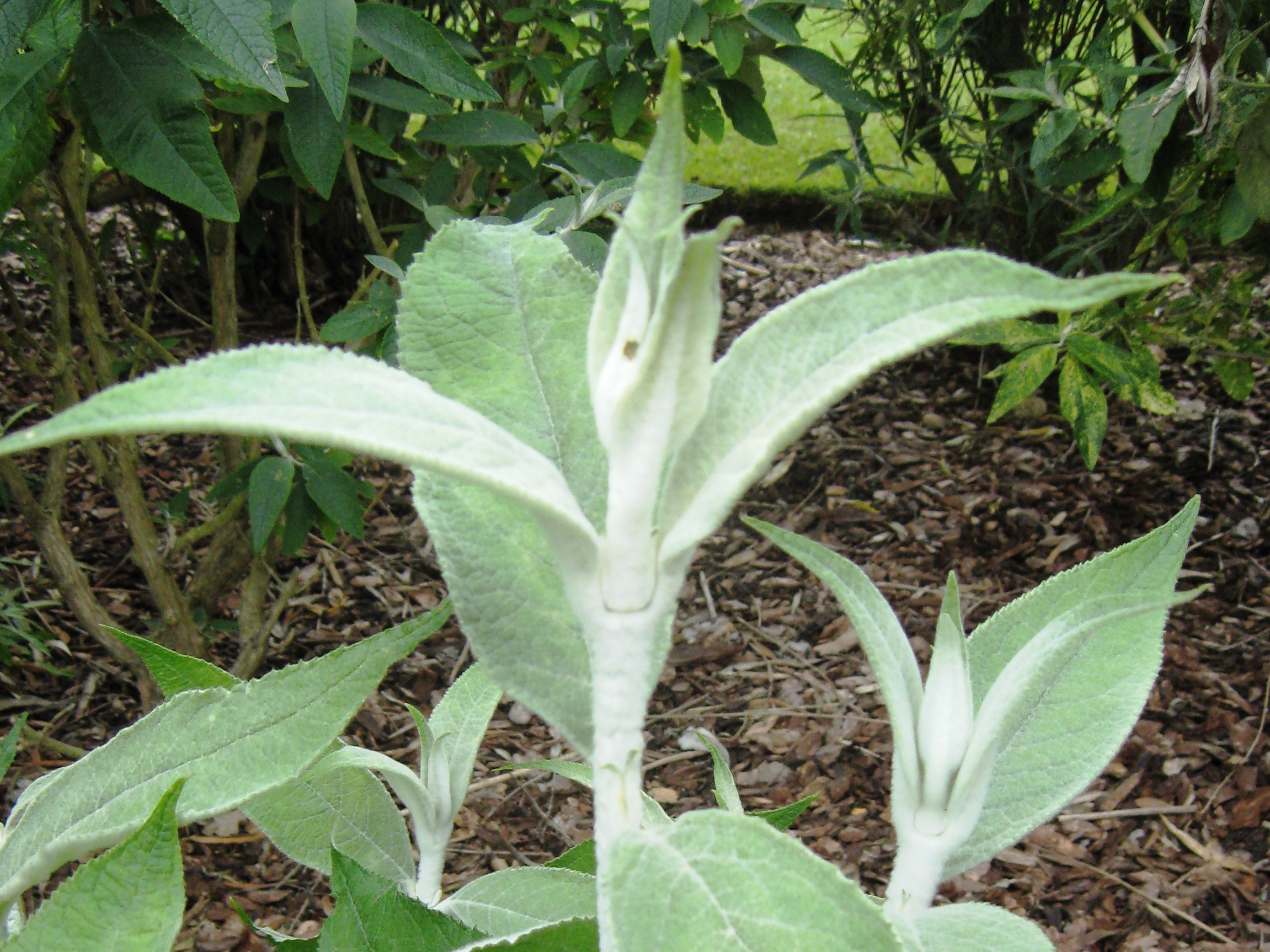
Buddleja nivea

- Buddleja nitida Benth., 1846
- Buddleja nivea Duthie, 1905
- Buddleja normaniae J.H.Chau

## O
- Buddleja oblonga Benth., 1846
- Buddleja officinalis Maxim., 1880

## P

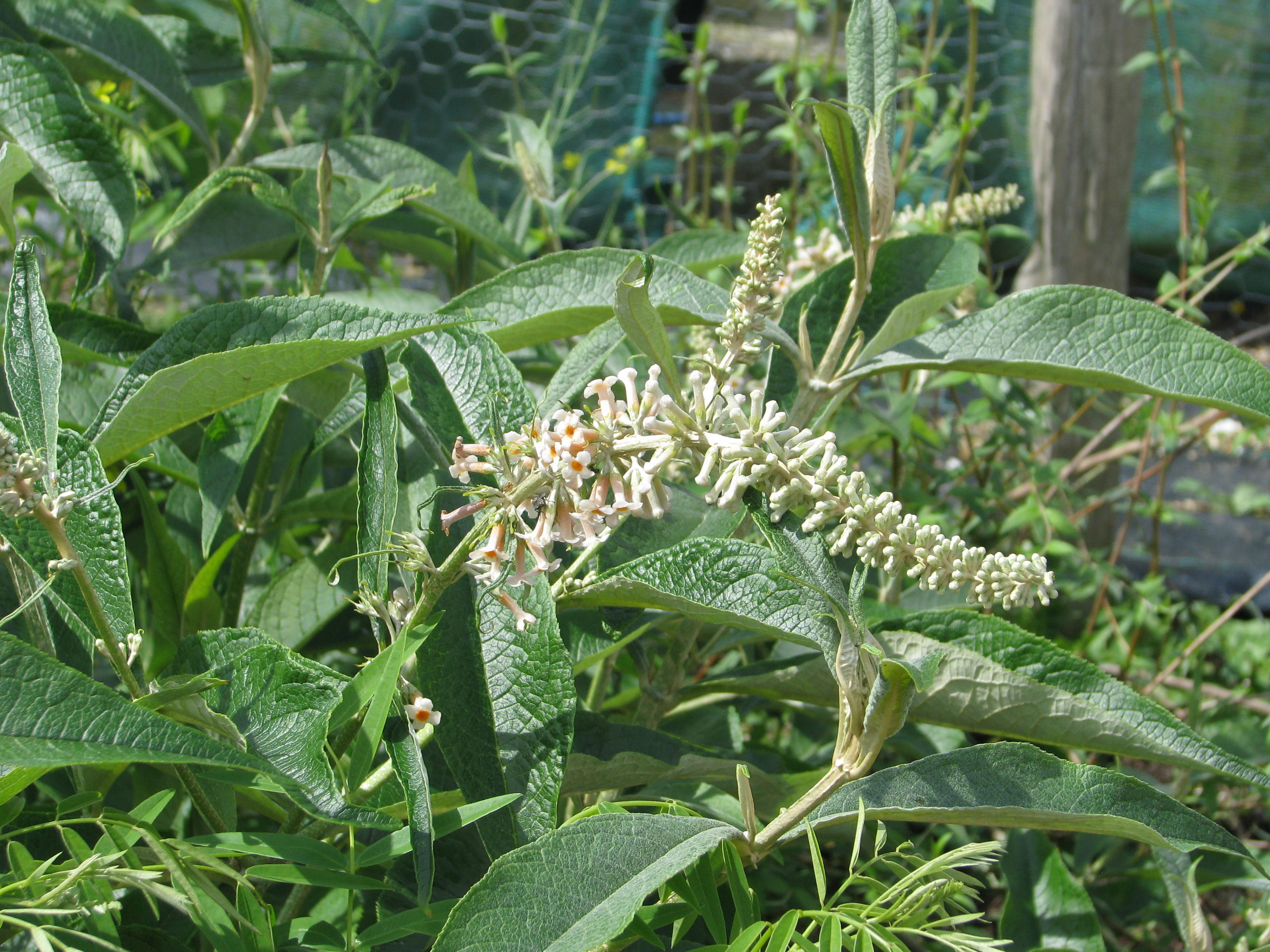
Buddleja paniculata

- Buddleja paniculata Wall., 1820
- Buddleja parviflora Kunth, 1818
- Buddleja perfoliata Kunth, 1818
- Buddleja pichinchensis Kunth, 1818
- Buddleja polycephala Kunth, 1818
- Buddleja polystachya Fresen., 1838
- Buddleja pulchella N.E.Br., 1894

## R
- Buddleja racemosa Torr., 1858
- Buddleja ramboi L.B.Sm., 1954
- Buddleja rinconensis (Mayfield) J.H.Chau
- Buddleja rufescens Willd. ex Roem. & Schult., 1827

## S
- Buddleja saligna Willd., 1809

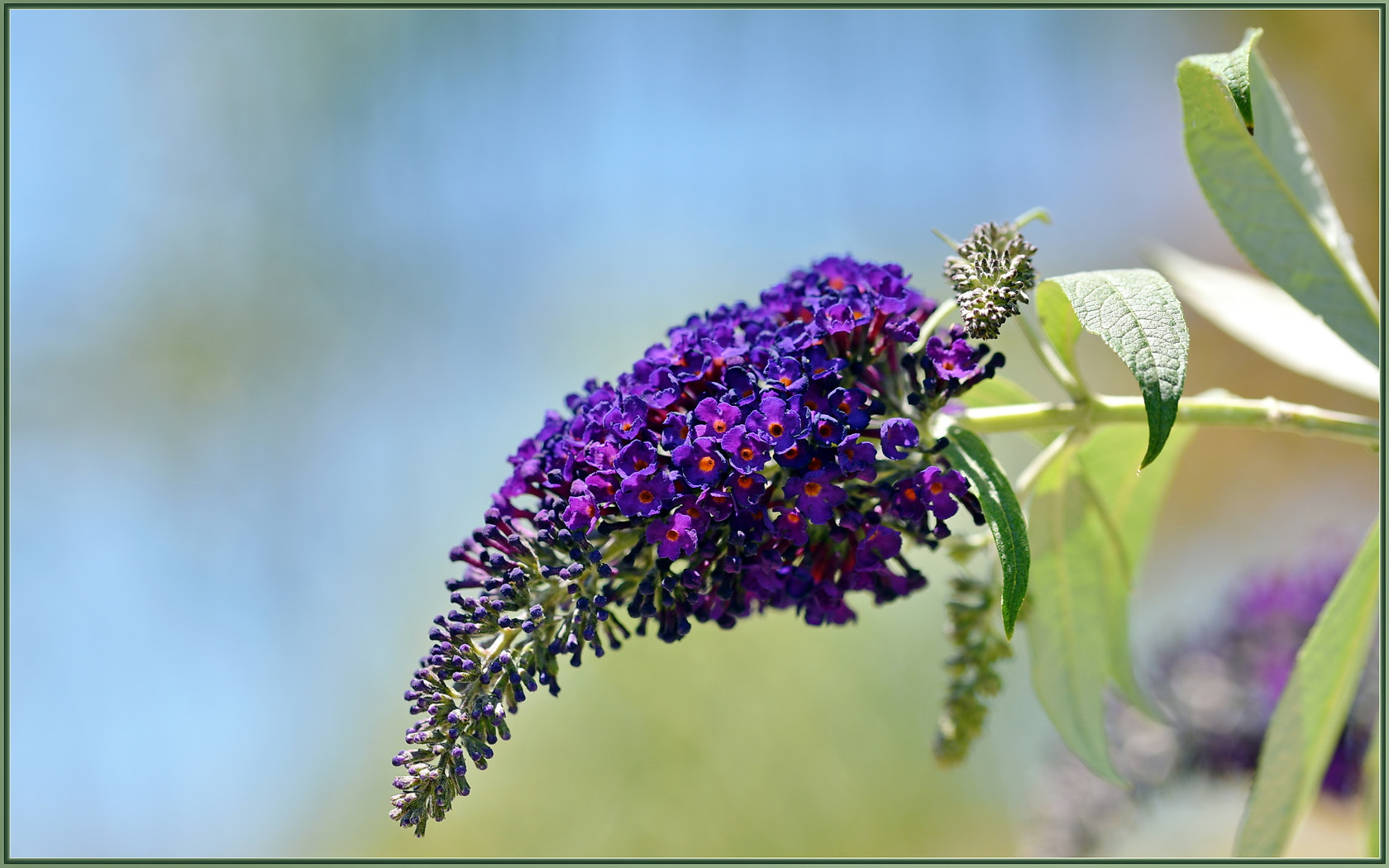
Buddleja salviifolia

- Buddleja salviifolia (L.) Lam., 1785
- Buddleja scordioides Kunth, 1818
- Buddleja sessiliflora Kunth, 1818
- Buddleja simplex Kraenzl., 1912
- Buddleja skutchii Morton, 1935
- Buddleja soratae Kraenzl., 1913
- Buddleja speciosissima Taub., 1893
- Buddleja sphaerocalyx Baker, 1887
- Buddleja stachyoides Cham. & Schltdl., 1827
- Buddleja suaveolens Kunth & C.D.Bouché, 1845
- Buddleja subcapitata E.D.Liu & H.Peng, 2004

## T
- Buddleja thyrsoides Lam., 1792
- Buddleja tsetangensis C.Marquand, 1929
- Buddleja tubiflora Benth., 1846
- Buddleja tucumanensis Griseb., 1874

## U

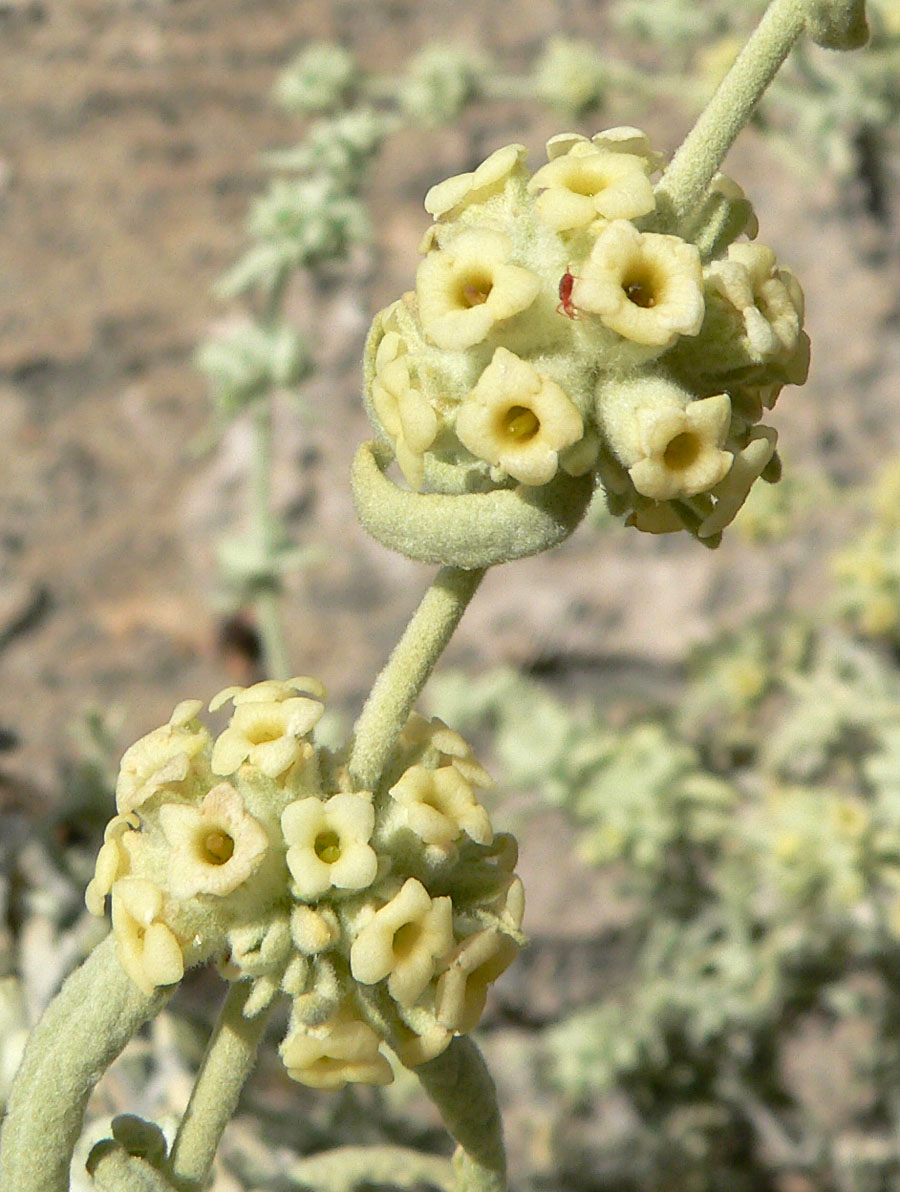
Buddleja utahensis

- Buddleja utahensis Coville, 1982

## V
- Buddleja vexans Kraenzl. & Loes. ex E.M.Norman, 2000

## W
- Buddleja × wardii C.Marquand, 1929

## Y
- Buddleja yunnanensis L.F.Gagnep., 1912